# 斯柳江卡区
斯柳江卡区（俄语：Слюдянский район）是俄罗斯联邦伊尔库茨克州下辖的一个区，其行政中心为斯柳江卡。据2016年统计，该区的人口为39672人。